# Oranjica
Oranjica (lat. Descurainia),  biljni rod iz porodice kupusovki raširen najviše po Euroaziji i Sjevernoj Americi, te dijelovima Južne Amerike i Sjeverne Afrike.. 
Na popisu je 49 vrsta, u Hrvatskoj jedna, Sofijina oranjica ili D. sophia

## Vrste
1. Descurainia adenophora (Wooton & Standl.) O.E.Schulz
2. Descurainia adpressa Boelcke
3. Descurainia altoandina Romanczuk
4. Descurainia antarctica (E.Fourn.) O.E.Schulz
5. Descurainia argentea O.E.Schulz
6. Descurainia artemisioides Svent.
7. Descurainia athrocarpa (A.Gray) O.E.Schulz
8. Descurainia bourgaeana (E.Fourn.) Webb ex Christ
9. Descurainia brevifructa Boelcke ex Mart.-Laborde
10. Descurainia brevisiliqua (Detling) Al-Shehbaz & Goodson
11. Descurainia browniae R.P.McNeill
12. Descurainia californica (A.Gray) O.E.Schulz
13. Descurainia canoensis Al-Shehbaz
14. Descurainia cleefii Al-Shehbaz
15. Descurainia cumingiana (Fisch. & C.A.Mey.) Prantl
16. Descurainia depressa (Phil.) Reiche
17. Descurainia diversifolia O.E.Schulz
18. Descurainia erodiifolia (Phil.) Reiche
19. Descurainia gilva Svent.
20. Descurainia gonzalezii Svent.
21. Descurainia hartwegiana (E.Fourn.) Britton
22. Descurainia heterotricha Speg.
23. Descurainia impatiens (Cham. & Schltdl.) O.E.Schulz
24. Descurainia incana (Bernh. ex Fisch. & C.A.Mey.) Dorn
25. Descurainia incisa (Engelm.) Britton
26. Descurainia kenheilii Al-Shehbaz
27. Descurainia kochii (Petri) O.E.Schulz
28. Descurainia lasisiliqua O.E.Schulz
29. Descurainia lemsii Bramwell
30. Descurainia longipedicellata (E.Fourn.) O.E.Schulz
31. Descurainia millefolia (Jacq.) Webb & Berthel.
32. Descurainia myriophylla (Kunth ex DC.) R.E.Fr.
33. Descurainia nana Romanczuk
34. Descurainia nelsonii (Rydb.) Al-Shehbaz & Goodson
35. Descurainia nuttallii (Colla) O.E.Schulz
36. Descurainia obtusa (Greene) O.E.Schulz
37. Descurainia paradisa (A.Nelson & P.B.Kenn.) O.E.Schulz
38. Descurainia pimpinellifolia (Barnéoud) O.E.Schulz
39. Descurainia pinnata (Walter) Britton
40. Descurainia preauxiana (Webb) O.E.Schulz
41. Descurainia sophia (L.) Webb ex Prantl
42. Descurainia sophioides (Fisch. ex Hook.) O.E.Schulz
43. Descurainia streptocarpa (E.Fourn.) O.E.Schulz
44. Descurainia stricta (Phil.) Prantl ex Reiche
45. Descurainia suffruticosa (H.J.Coste & Soulié) Aymerich & L.Sáez
46. Descurainia tanacetifolia (L.) Prantl
47. Descurainia torulosa Rollins
48. Descurainia tugayi Yild.
49. Descurainia virletii (E.Fourn.) O.E.Schulz